# Arnoud van Groen
Arnoud van Groen (Monnickendam, 11 december 1983) is een Nederlandse wielrenner. Na een jaar gereden te hebben voor P3 Transfer-Batavus en 2 jaar voor Vacansoleil komt hij in 2011 uit voor het procontinentale team Veranda's Willems-Accent.

## Belangrijkste ereplaatsen
2007
- 2e in Ster van Zwolle, Zwolle (NED)
- 3e in Eindklassement OZ Wielerweekend (NED)
- 2e in 2e etappe Ronde van Hongarije, Sátoraljaújhely (HUN)

2008
- 2e in Ster van Zwolle, Zwolle (NED)

2010
- 2e in Dwars door Drenthe, Hoogeveen (NED)
- 6e in Heistse Pijl (BEL)
- 3e in Gullegem Koerse (BEL)
- 2e in Halle-Ingooigem, Ingooigem (BEL)
- 3e in Izegem (BEL)

2011
- 9e in Classic Loire-Atlantique, La Haye-Fouassière (FRA)

## Resultaten in voornaamste wedstrijden
| Jaar | Gent-Wevelgem | Ronde van Vlaanderen | Amstel Gold Race |
| ---- | ------------- | -------------------- | ---------------- |
| 2010 | 117e          |                      | 87e              |
| 2011 |               | 41e                  |                  |